# یواس‌اس پنگوئن (۱۸۶۱)
یواس‌اس پنگوئن (۱۸۶۱) (به انگلیسی: USS Penguin (1861)) یک کشتی بود که طول آن ۱۵۵ فوت (۴۷ متر) بود. این کشتی در سال ۱۸۶۱ ساخته شد.